# ماركو سيموني (اكاديمي)
ماركو سيموني (بالإيطالية: Marco Simoni)‏ (مواليد 13 سبتمبر 1974، روما) هو أكاديمي ومدير عام إيطالي، يشغل حاليًا منصب أستاذ مساعد في مدرسة لويس للأعمال في روما، كما أنه أول رئيس لمؤسسة هيومن تكنولوجبول (Human Technopole Foundation)، وهو معهد أبحاث إيطالي جديد في مجال علوم الحياة.

## المسيرة الأكاديمية
عمل سيموني في التدريس الأكاديمي في مجالات الإدارة والسياسات العامة، ويشغل منصب أستاذ مساعد في مدرسة لويس للأعمال في روما، حيث يدرّس في برامج الماجستير والدورات التنفيذية. كما نشر أبحاثًا في مجالات الاقتصاد السياسي وتطوير المؤسسات، وشارك في مؤتمرات دولية متخصصة.

## المناصب الإدارية
في عام 2018، تم تعيين سيموني كأول رئيس لمؤسسة هيومن تكنولوجبول، وهي مركز أبحاث وطني إيطالي في ميلانو يركز على علوم الحياة والتقنيات الحيوية. قاد خلال فترة رئاسته عملية تأسيس المعهد وبناء بنيته التحتية البحثية، بالإضافة إلى وضع خططه الاستراتيجية.

## الجوائز والتكريمات
- تكريم من وزارة التعليم الإيطالية لدوره في تطوير التعاون بين الجامعات والمؤسسات البحثية (2020)[6].
- جائزة الابتكار الإداري من المنتدى الأوروبي للإدارة العامة (2022)[7].

## الجدول الزمني
| السنة    | الحدث                                                                   |
| -------- | ----------------------------------------------------------------------- |
| 1974     | ولادته في روما، إيطاليا.                                                |
| غير محدد | التحاقه بالعمل الأكاديمي وتوليه منصب أستاذ مساعد في مدرسة لويس للأعمال. |
| 2018     | تعيينه أول رئيس لمؤسسة "هيومن تكنولوجبول".                              |
| 2020     | تكريمه من وزارة التعليم الإيطالية.                                      |
| 2022     | حصوله على جائزة الابتكار الإداري من المنتدى الأوروبي للإدارة العامة.    |